# Bek Air
Bek Air fue una aerolínea kazaja con sede en Oral, fundada en 1999 como Berkut Air y cesó sus operaciones el 17 de abril de 2020.

## Historia
La aerolínea fue fundada en 1999 como operador de aviones de negocios, con el nombre de Berkut Air, y desde entonces comenzó a ofrecer servicios regulares nacionales. En 2008, Berkut Air compró las acciones del Aeropuerto Oral Ak Zhol, que inicialmente era el aeropuerto base de la compañía. Bek Air se comprometió a invertir 10 millones de KZT (30.000 dólares estadounidenses) al mes para reconstruir la pista del aeropuerto, que en ese entonces estaba en malas condiciones.[cita requerida] En 2011, la aerolínea pasó a llamarse Bek Air.
El 27 de diciembre de 2019, tras el accidente del vuelo 2100 de Bek Air, el gobierno de Kazajistán suspendió las operaciones de la aerolínea hasta nuevo aviso.  A finales de enero de 2020, la Administración de Aviación de Kazajistán (AAK) reveló graves violaciones de seguridad en la aerolínea. La AAK descubrió que los pilotos de Bek Air sistemáticamente descuidaban realizar una inspección alrededor del avión para detectar hielo en su estructura antes del despegue, y se habían saltado estos procedimientos en el vuelo del accidente, en violación de los manuales de operaciones tanto del fabricante de la aeronave como de la aerolínea. A pesar de volar en una región con inviernos severos, la aerolínea no realizó ningún entrenamiento especial para operaciones invernales. Los mecánicos de Bek Air a menudo intercambiaban piezas entre aeronaves sin mantener registros detallados, y se habían quitado placas de datos de los motores de las aeronaves y otras partes, lo que dificultaba la verificación de los historiales de servicio. Rolls-Royce, el fabricante de los motores de los aviones Fokker 100 de la aerolínea, no había recibido ninguna información sobre el mantenimiento de los motores por parte de la aerolínea. La AAK también encontró deficiencias en los sistemas de protección contra incendios de las bodegas de carga, chalecos salvavidas y balizas de localización de emergencia, y evaluó la condición de la flota de Bek Air como deficiente. 
El 17 de abril de 2020, la AAK, citando el fracaso de la aerolínea en corregir las violaciones de seguridad, retiró el certificado de operador aéreo de Bek Air (esto hizo que Bek Air ya no puediera operar como aerollínea) y los certificados de aeronavegabilidad (Bek Air ya no podría operar aviones) de sus aviones Fokker 100 restantes, declarando que la compañía debe someterse a una nueva certificación completa antes de realizar operaciones aéreas. 

## Destinos
Los destinos de Bek Air incluían:
 Kazajistán
- Aktau – Aeropuerto de Aktau [6]
- Aktobe – Aeropuerto de Aktobe
- Almaty – Aeropuerto Internacional de Almaty
- Atyrau – Aeropuerto de Atyrau
- Kyzylorda – Aeropuerto de Kyzylorda
- Astaná – Aeropuerto Internacional Nursultan Nazarbayev
- Oral - Aeropuerto de Oral
- Oskemen – Aeropuerto de Oskemen
- Pavlodar – Aeropuerto de Pavlodar
- Shymkent – Aeropuerto de Shymkent

## Flota

### Flota reciente

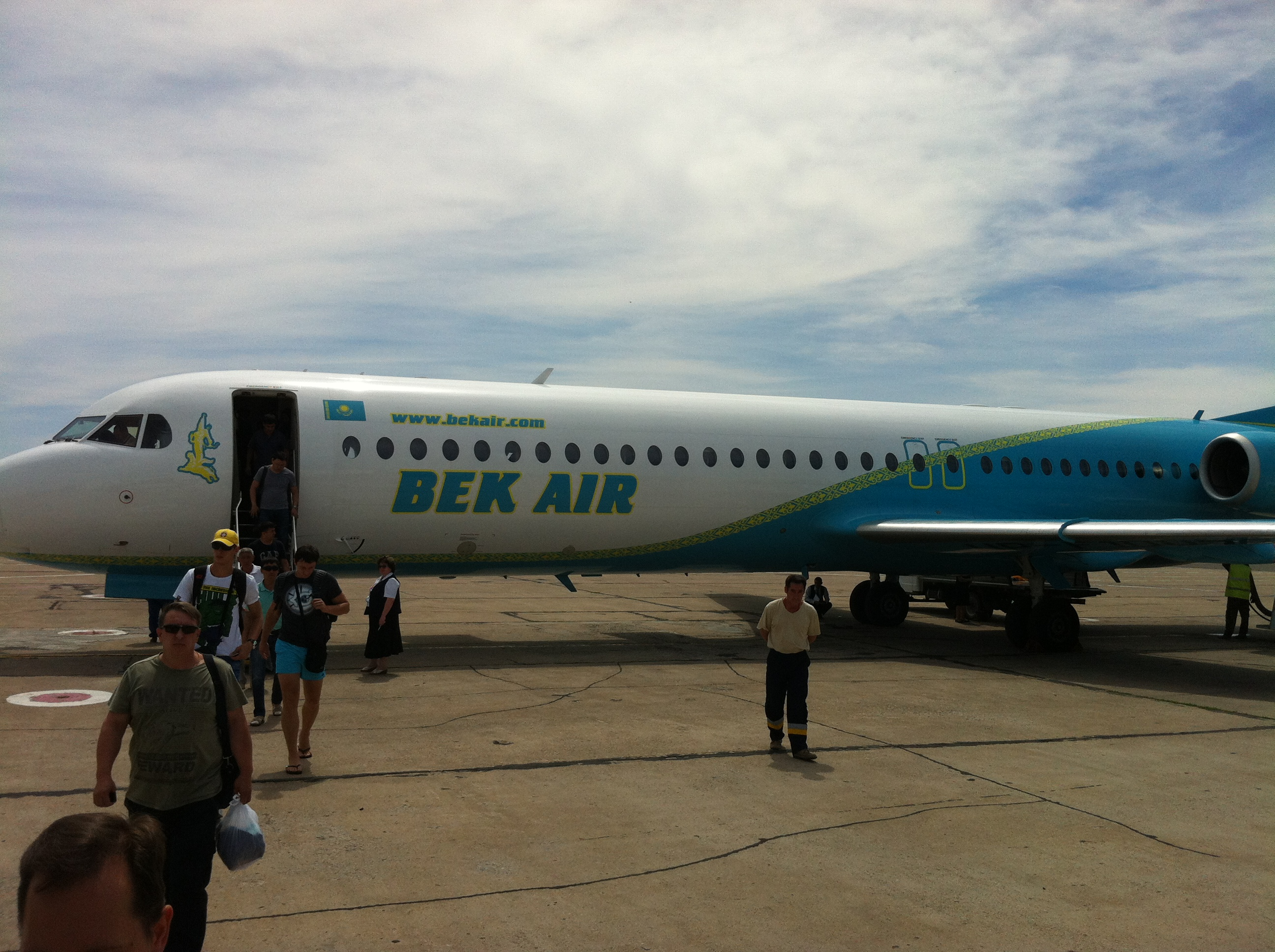
Un Fokker 100 de Bek Air, visto en 2014.

En enero de 2020, antes de cesar sus operaciones, la flota de Bek Air estaba compuesta por estas aeronaves: 
| Aeronave        | En servicio | Pedidos | Pasajeros | Pasajeros | Pasajeros | Notas                                                                                                  |
| Aeronave        | En servicio | Pedidos | B         | E         | Total     | Notas                                                                                                  |
| --------------- | ----------- | ------- | --------- | --------- | --------- | --- |
| Fokker 100      | 8           | —       | 9         | 100       | 109       | Un avión se estrelló operando el vuelo 2100                                                            |
| Irkut MC-21-300 | —           | 10      | TBA       | TBA       | TBA       | Las entregas debían comenzar en 2021. Estos aviones fueron diseñados para reemplazar a los Fokker 100. |
|                 |             |         |           |           |           | |

### Desarrollo de flotas
Bek Air adquirió su primer Fokker 100 en 2012 después de arrendar inicialmente aviones a InvestAvia. En 2013 se adquirió un segundo Fokker 100 a Mass Lease de los Países Bajos y entre 2014 y 2017 se alquilaron otros seis aviones Fokker 100 a Mass Lease. En 2019 se compró un Fokker 100 más a Air Panama. En el Salón Aeronáutico MAKS 2019, en el Aeropuerto Internacional Zhukovsky, Moscú, Bek Air firmó una carta de intención para 10 aviones Irkut MC-21. Se esperaba que la entrega del nuevo avión se realizara en la segunda mitad de 2021 y reemplazara a los Fokker 100 existentes. 

### Flota histórica
En el pasado, Bek Air operó una flota de aviones Yakovlev Yak-40, Tupolev Tu-154, BAC One-Eleven y Dassault Falcon 20 en una configuración VIP.

## Accidentes e incidentes
- El 27 de marzo de 2016, los pilotos del vuelo 2041 de Bek Air, un Fokker 100, con matrícula UP-F1012, realizaron un aterrizaje de panza intencional en el Aeropuerto Internacional Nursultan Nazarbayev, debido a que el tren de aterrizaje delantero del avión no se desplegó. Ninguno de los 121 pasajeros ni de la tripulación resultó herido. [11] [12]
- El 27 de diciembre de 2019, un Fokker 100 que operaba como el vuelo 2100 de Bek Air, con destino al Aeropuerto Internacional Nursultan Nazarbayev, se estrelló poco después de despegar del Aeropuerto Internacional de Almaty, matando a 12 de las 98 personas a bordo. [13] El avión no pudo ascender y se estrelló contra un muro de hormigón y un edificio vacío. Como resultado, la autorización de vuelos de Bek Air fue suspendida por las autoridades después del accidente. [14]